# Hyposoter luctus
Hyposoter luctus är en stekelart som först beskrevs av Davis 1898.  Hyposoter luctus ingår i släktet Hyposoter och familjen brokparasitsteklar. Inga underarter finns listade i Catalogue of Life.